# اوپفیکون
شهر اوپفیکون  در بخش بولک در ایالت زوریخ در کشور سوئیس واقع شده‌است که ۱۲٬۴۰۰ نفر جمعیت دارد.